# Nikita Wilson
Nikita Franciscus Wilson (Pineville, 25 febbraio 1964) è un ex cestista statunitense, professionista nella NBA e in Spagna.

## Carriera
È stato selezionato dai Portland Trail Blazers al secondo giro del Draft NBA 1987 (30ª scelta assoluta).